# براوليو فاسكيز
براوليو فاسكيز (بالإسبانية: Braulio Vázquez)‏ هو لاعب كرة قدم إسباني في مركز الهجوم، ولد في 14 مارس 1972 في بونتيفيدرا في إسبانيا. لعب مع ديبورتيفو لاكورونيا ونادي كاستييون.